# 世界最大建築物列表
本列表收錄全球最大以可用空間（容積）、佔地面積（基座面積）與樓地板面積（總平面積）為衡量基準之建築物，主要涵蓋適合人類持續使用之單體結構。部分例外情況包含工廠及倉儲設施等特殊類型建築。
德国柏林近郊艾瑞姆（前身用作建造巨大飛船的機庫）擁有全球最大無間隔室內空間容積，而美國華盛頓州埃弗里特市波音埃弗雷特工廠則以總容積計算位居世界最大建築物之列。俄羅斯陶里亞蒂市AvtoVAZ汽車製造廠主裝配大樓，其基座面積達600萬平方公尺，為現存最大佔地面積單體建築。中國成都市新世紀環球中心則以176萬平方公尺總樓地板面積創下該類別紀錄。
需特別說明，本列表因收錄完整性不足故未進行正式排名，所列建築物皆以特徵描述方式呈現。相關數據來源尚待進一步驗證。

## 全球最大建築物圖集

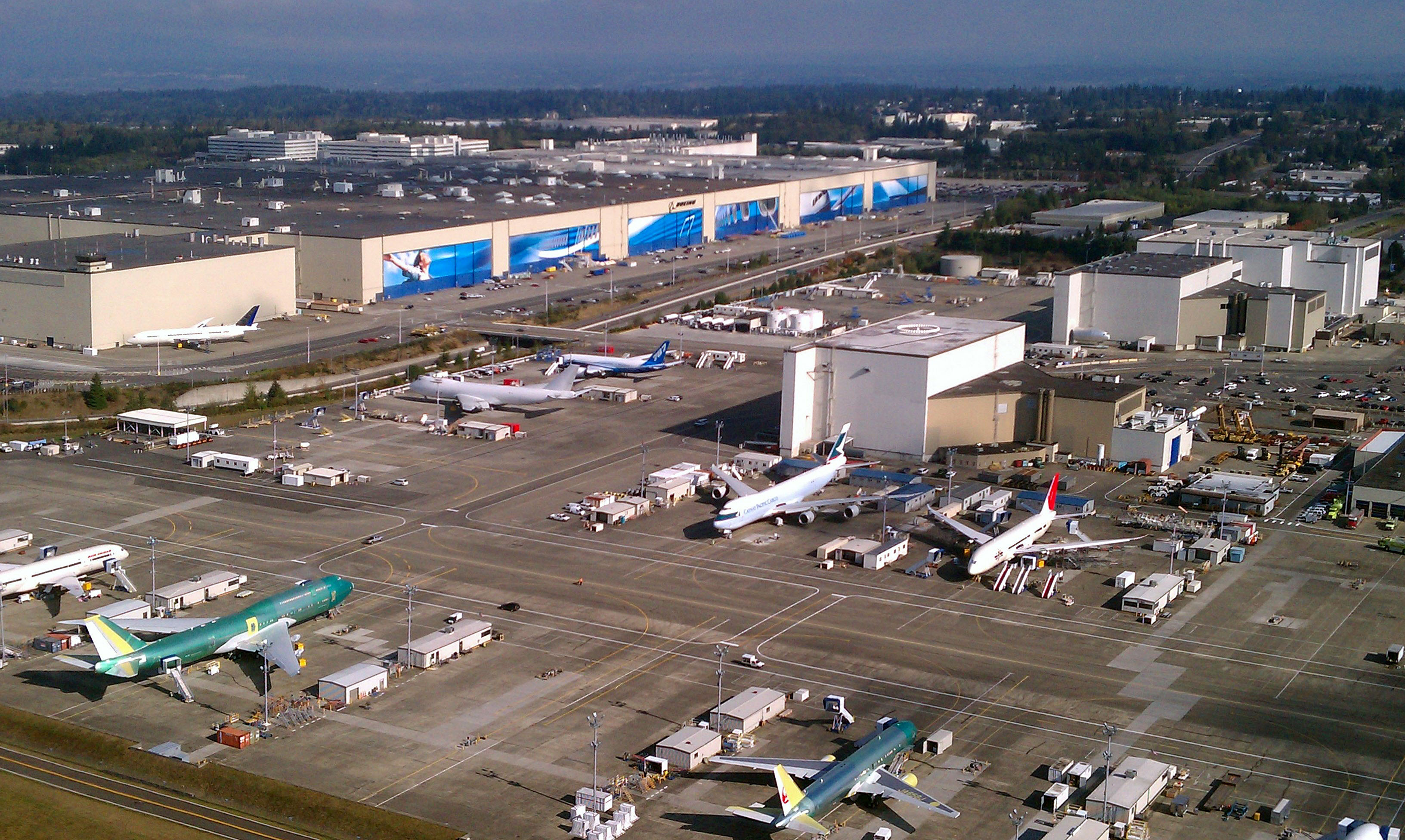
波音埃弗里特工厂
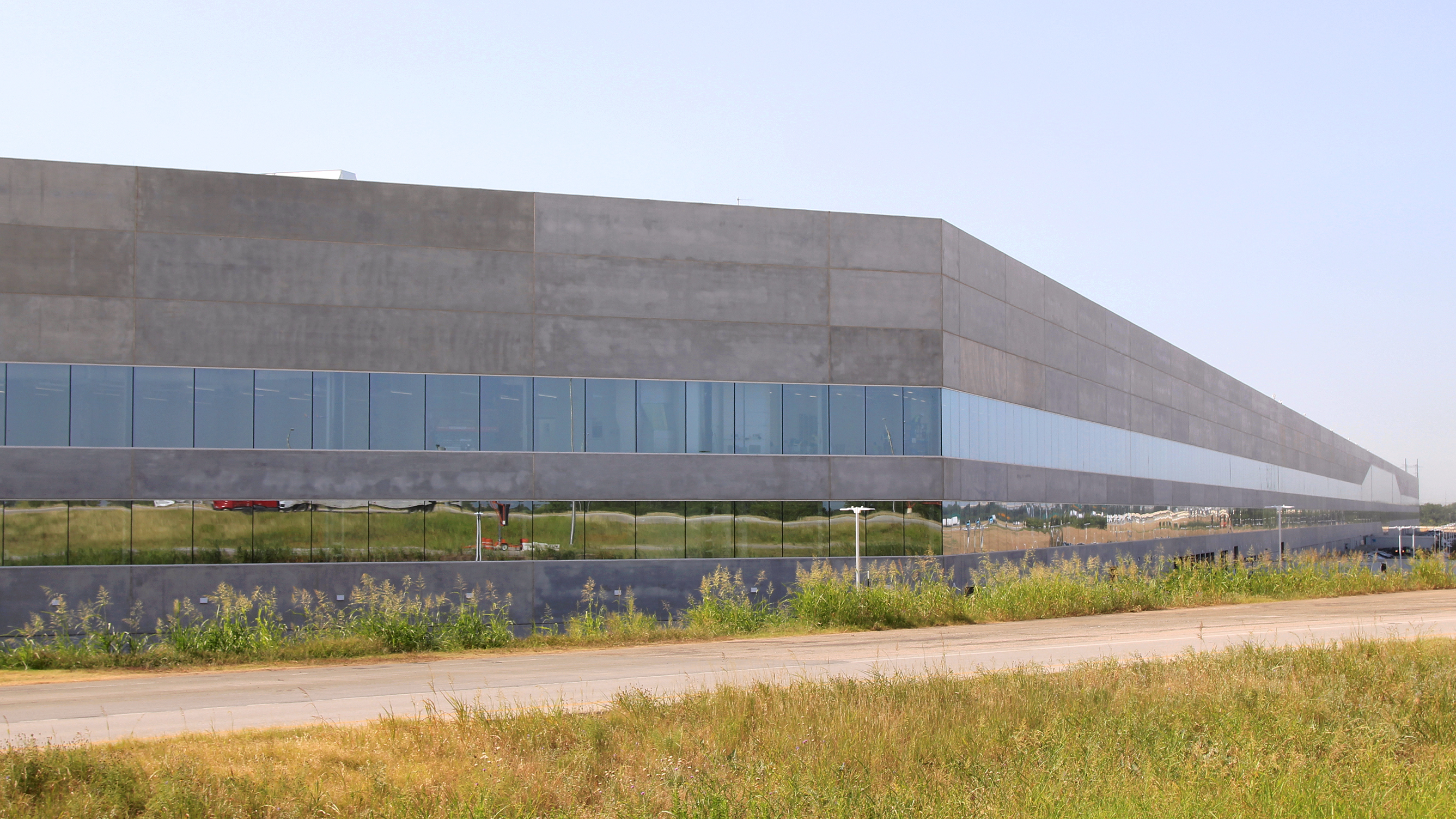
特斯拉得克萨斯超级工厂
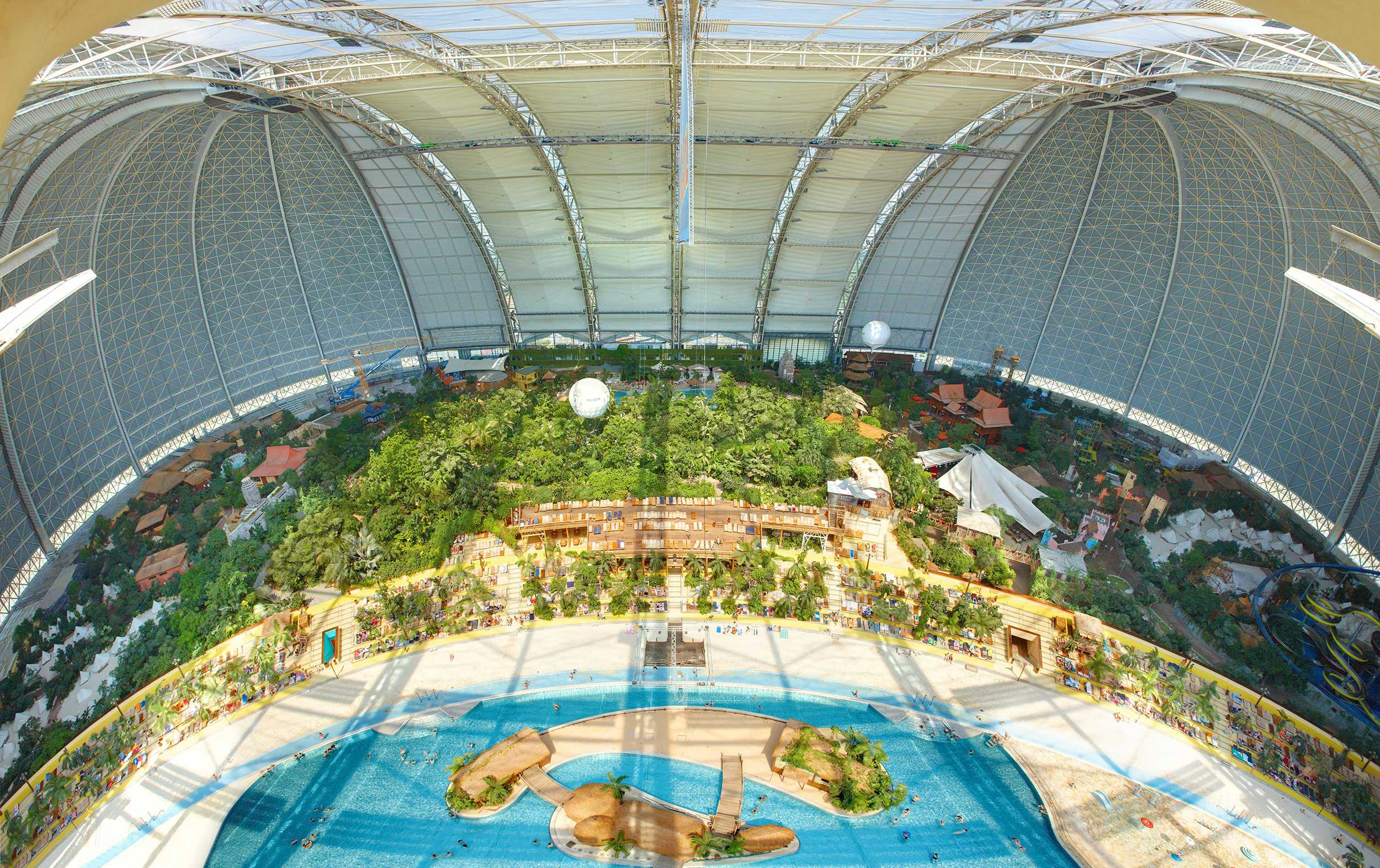
艾瑞姆（英语：Tropical Islands Resort）
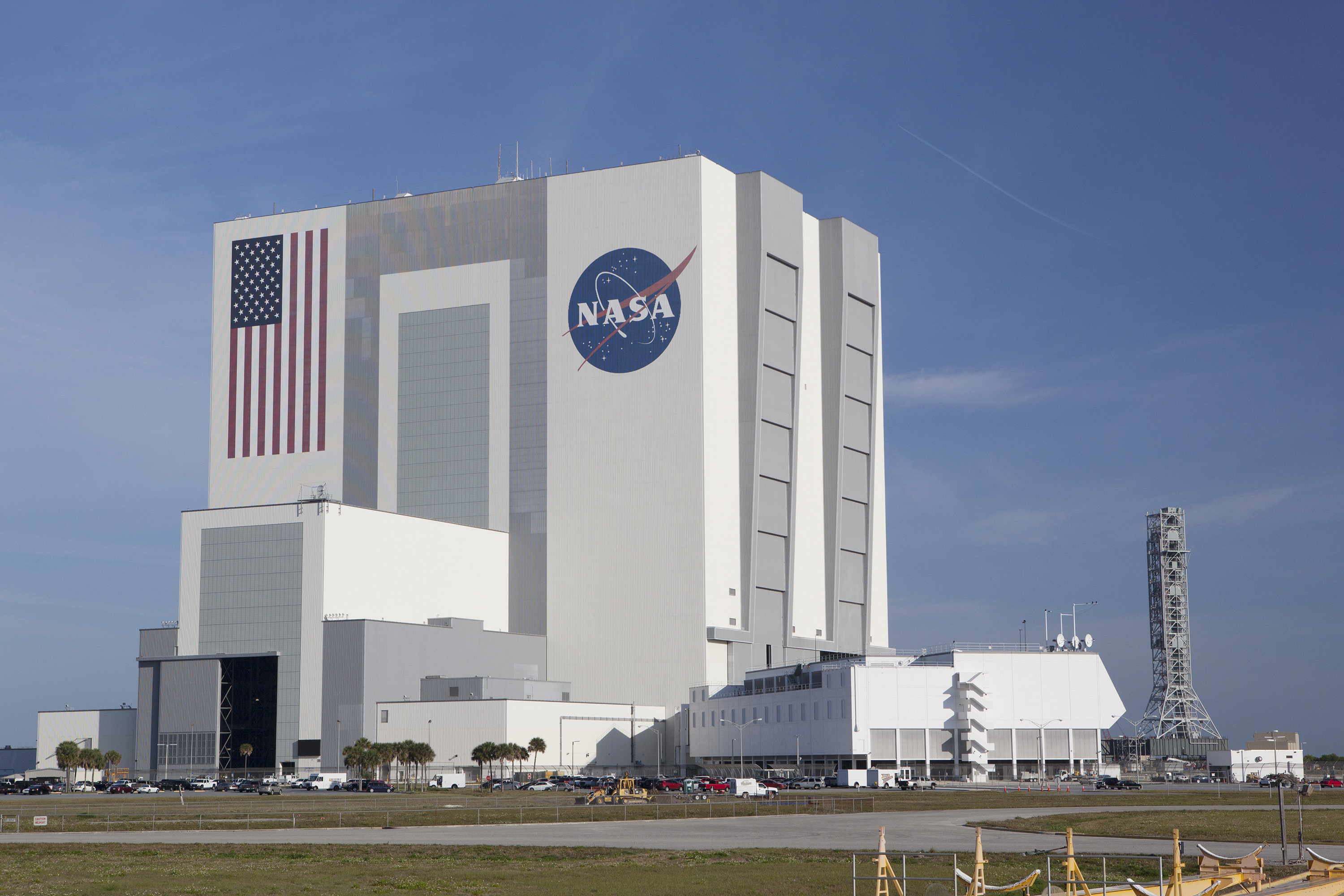
航天器裝配大樓
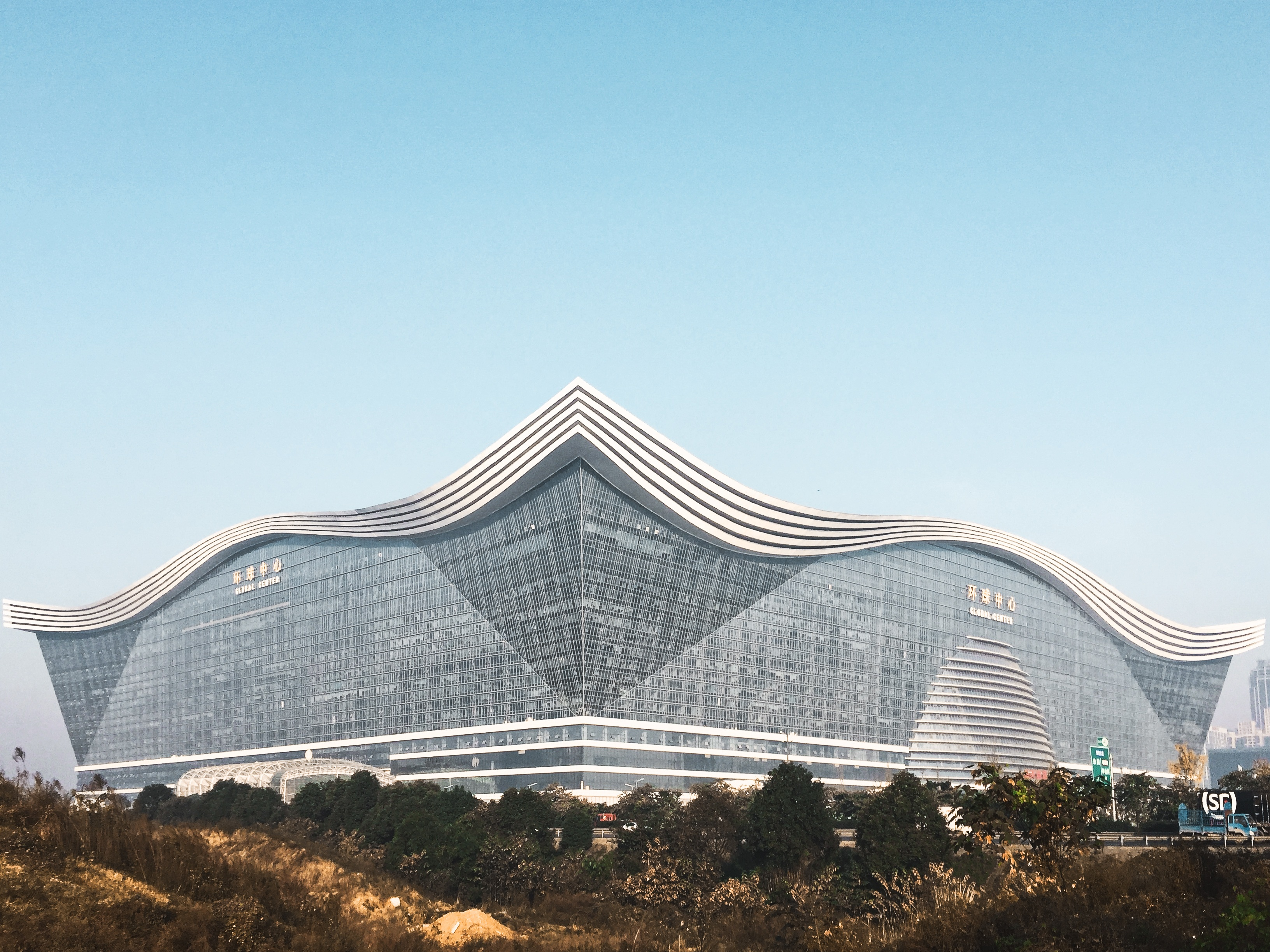
新世紀環球中心
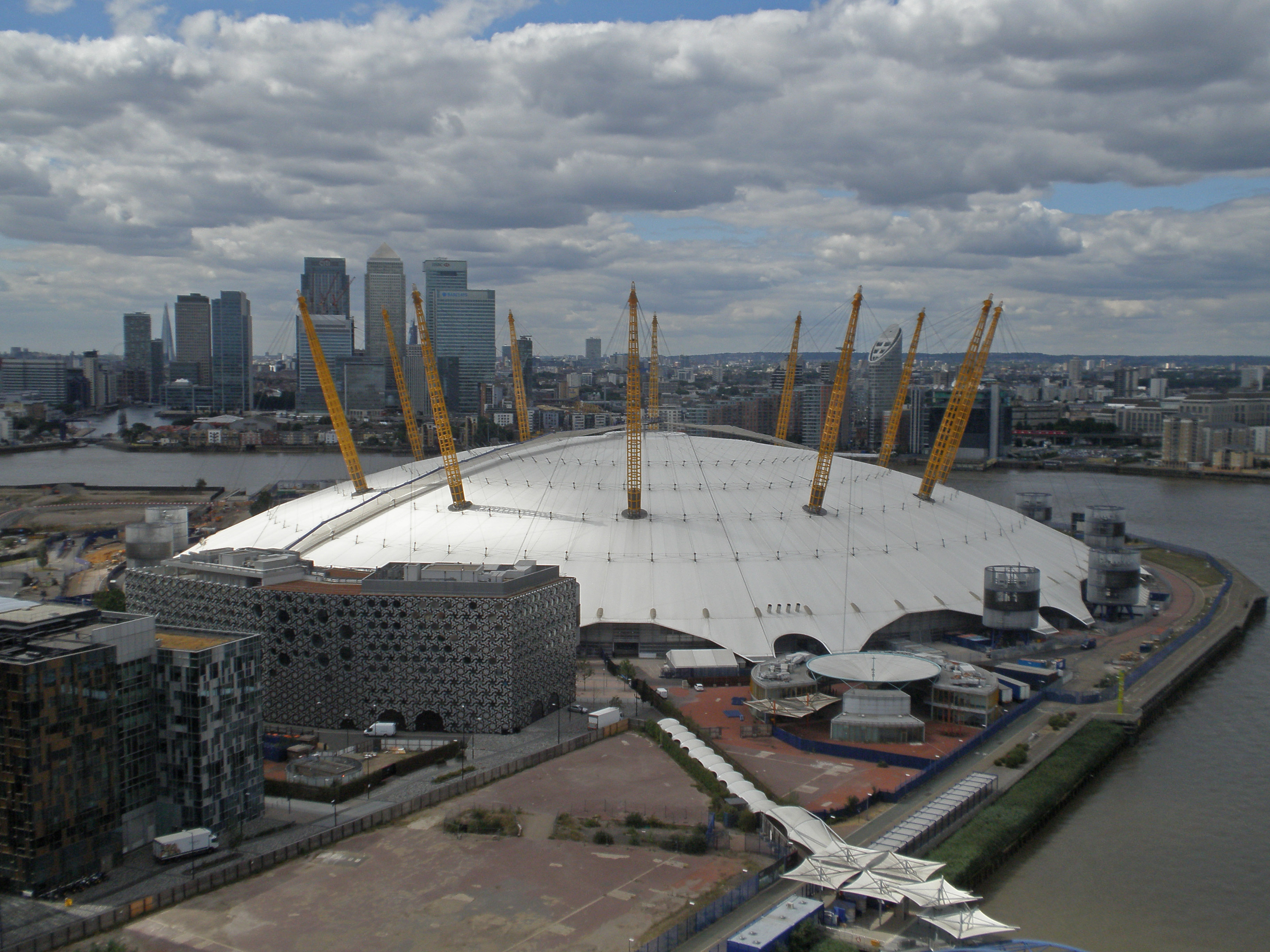
O2體育館
羅馬尼亞議會宮
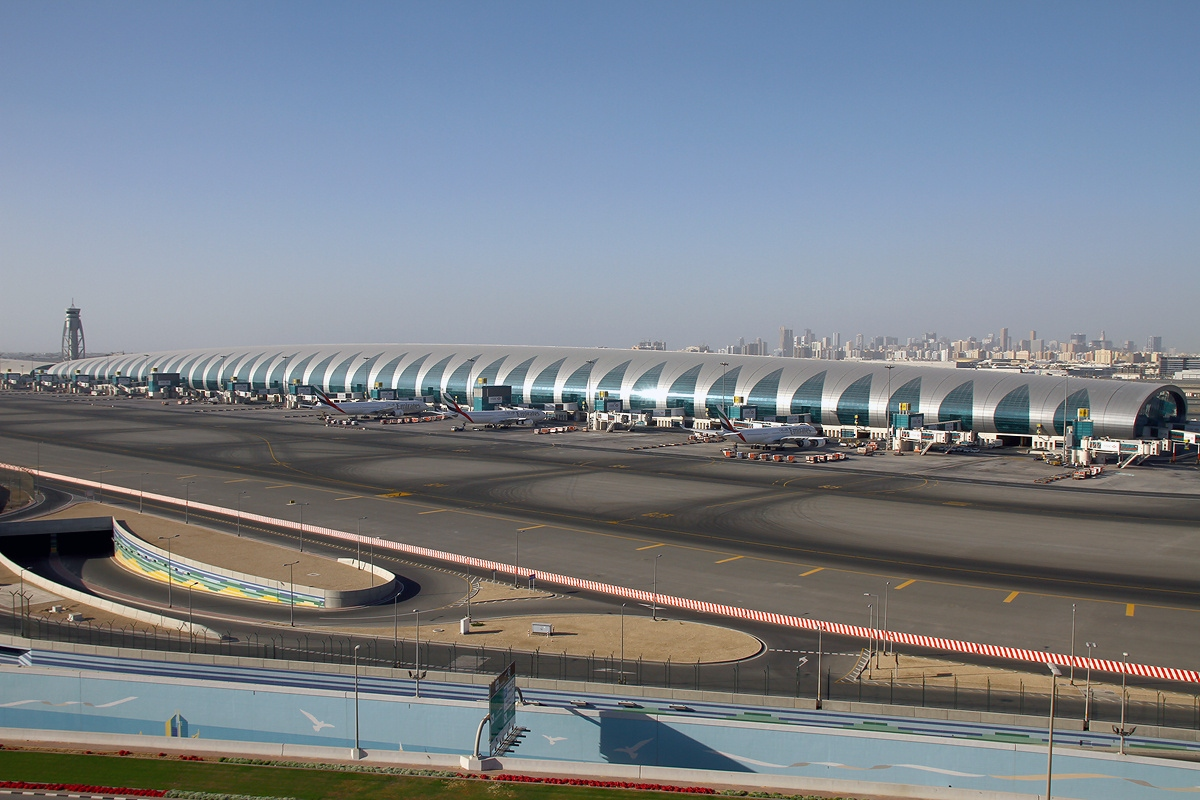
杜拜國際機場
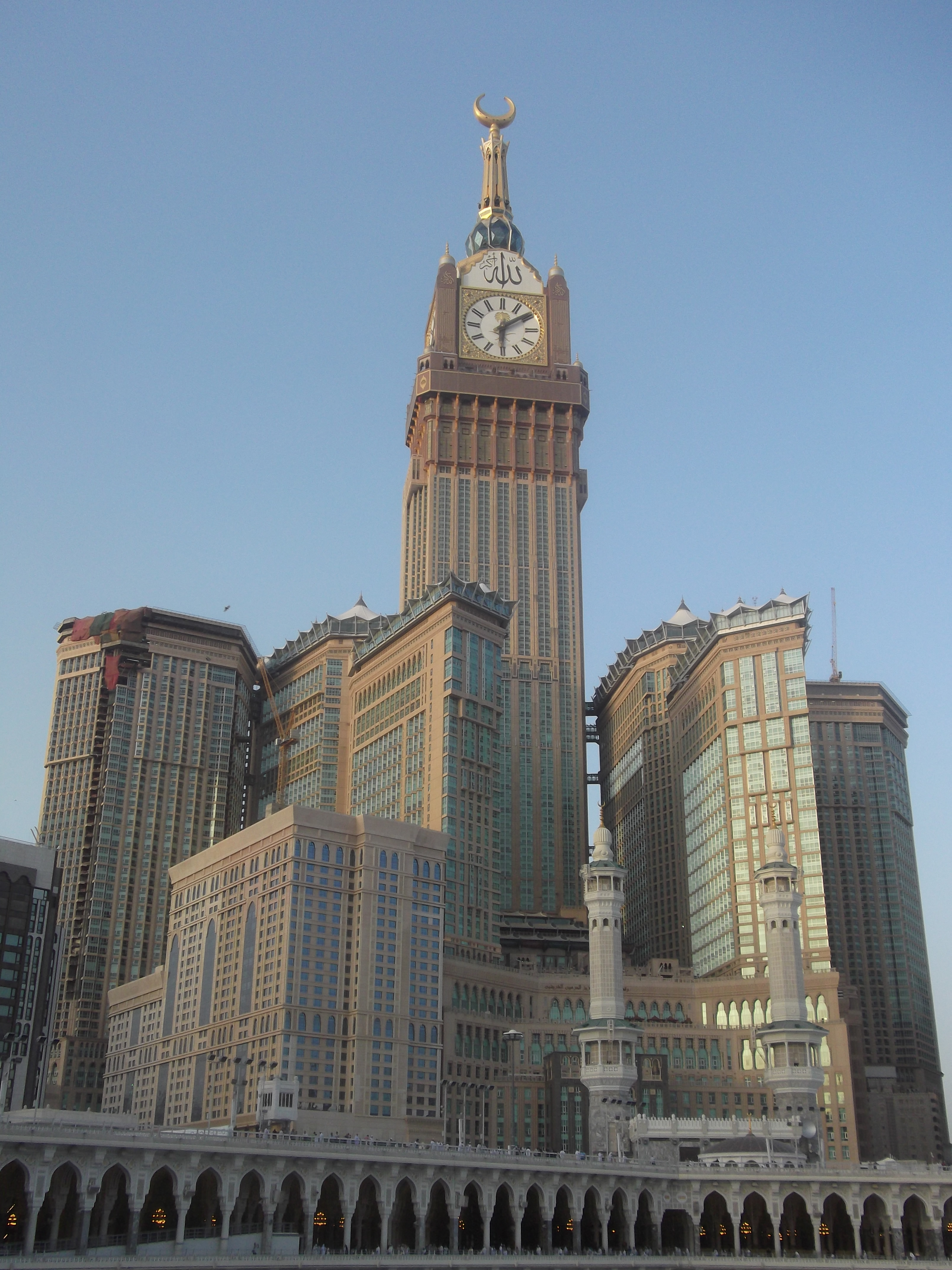
麦加皇家钟塔饭店
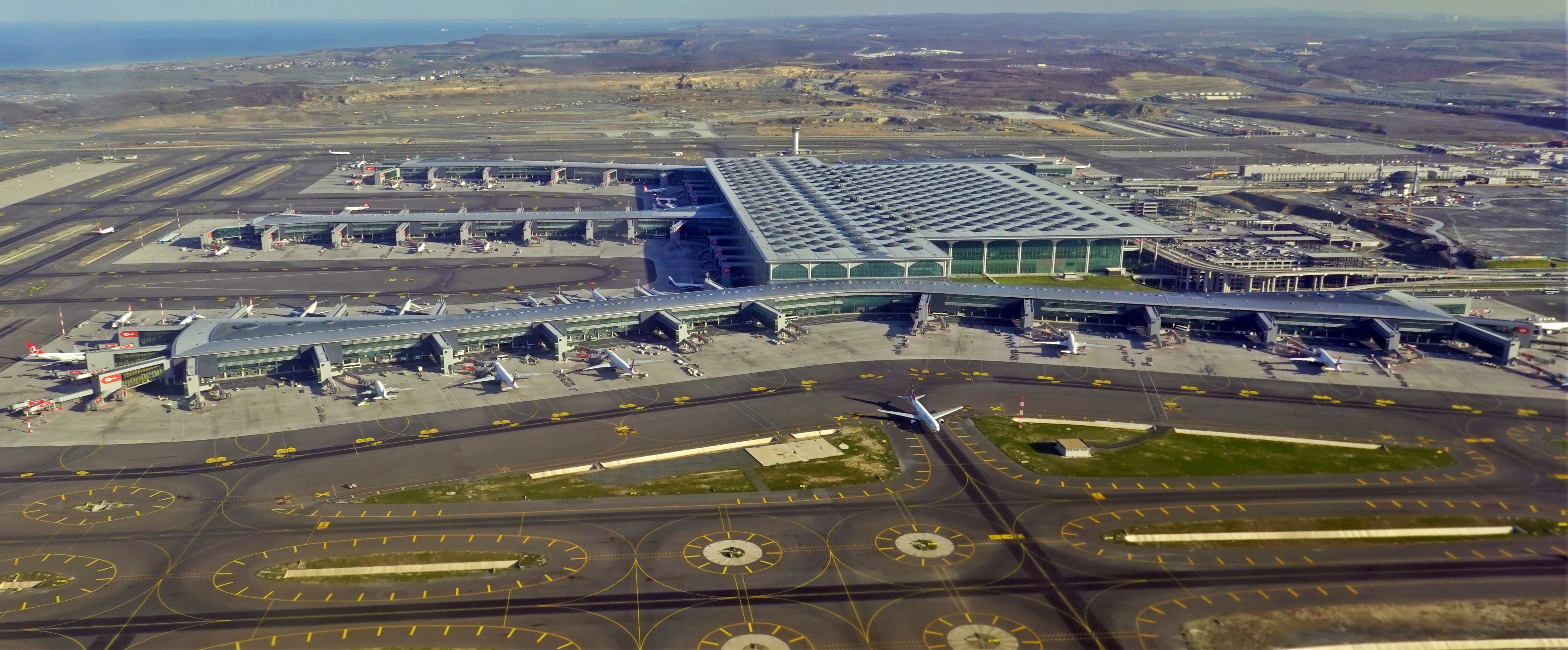
伊斯坦堡機場

## 最大可用容積建築體
全球具備至少1,000,000立方（35,000,000立方英尺）可用空間之建築體依容積排序如下（數據截至2025年3月）：
| 建築名稱                    | 國家     | 啟用年份      | 位置                          | 樓地板面積                        | 容積                                    | 主要用途 | 來源                                                    |
| --------------------------- | -------- | ------------- | ----------------------------- | --------------------------------- | --------------------------------------- | --- | ------------------------------------------------------- |
| 波音埃弗里特工厂            | 美国     | 1967年        | 华盛顿州，埃弗里特            | 398,000平方（4,280,000平方英尺）  | 13,300,000立方（470,000,000立方英尺）   | 波音公司裝配場地，最初專為建造波音747而建立，生產多款公司的大型飛機。                                                                               | [ 1 ]                                                   |
| 特斯拉得克萨斯超级工厂      | 美国     | 2022年        | 德克萨斯州，奧斯汀            | 929,000平方（10,000,000平方英尺） | 9,570,000立方（338,000,000立方英尺）    | 特斯拉的吉嘎德州工廠長達16個城市區塊，長度為1,310米（4,300英尺）。                                                                                  | [ 2 ] [ 3 ]                                             |
| 讓-呂克·拉加代爾工廠        | 法國     |               | 圖盧茲-布拉尼亚克             | 122,500平方（1,319,000平方英尺）  | 5,600,000立方（200,000,000立方英尺）    | 世界上最大的客機空中客车A380組裝廠。 | [ 4 ]                                                   |
| 艾瑞姆                      | 德国     | 1999年–2000年 | 勃兰登堡，哈尔伯              | 70,000平方（750,000平方英尺）     | 5,200,000立方（180,000,000立方英尺）    | 原本這座用作建造巨大飛艇的機庫，如今則成為室內主題公園熱帶島嶼度假村的所在地。                                                                      | [ 5 ]                                                   |
| 邁爾造船廠碼頭2號館         | 德国     |               | 帕彭堡, 下萨克森              | 63,000平方（680,000平方英尺）     | 4,720,000立方（167,000,000立方英尺）    | 用於建造遊輪的乾塭。 | [ 6 ]                                                   |
| 波音複合材料翼中心          | 美国     | 2014年–2016年 | 华盛顿州，埃弗里特            | 111,500 m2（1,200,000 sq ft）     | 3,700,000立方（130,000,000立方英尺）    | 波音公司用於生產777-8和777X複合機翼的組裝場所。 | [ 8 ]                                                   |
| 伊內克斯錫波中心            | 芬兰     | 2018年        | 錫博                          | 216,936平方（2,335,080平方英尺）  | 3,660,000立方（129,000,000立方英尺）    | 大型雜貨配送中心，於2018年完工。配送中心的擴建於2020年完成。                                                                                        | [ 9 ] [ 10 ]                                            |
| NASA航天器裝配大樓          | 美国     | 1966年        | 佛罗里达州，肯尼迪航天中心    | 32,374平方（348,470平方英尺）     | 3,660,000立方（129,000,000立方英尺）    | 最初建造是為了同時組裝和保護四枚土星五號火箭。 | [ 11 ]                                                  |
| O2體育館                    | 英国     | 1999年        | 伦敦                          | 104,634平方（1,126,270平方英尺）  | 2,790,000立方（99,000,000立方英尺）     | 最初是為倫敦 千禧慶典設計的千禧巨蛋，之後轉型為娛樂中心。                                                                                           | [ 12 ]                                                  |
| 羅馬尼亞議會宮              | 羅馬尼亞 | 1984年-1997年 | 布加勒斯特                    | 365,000平方（3,930,000平方英尺）  | 2,550,000立方（90,000,000立方英尺）     | 世界上最重的建築；容納 羅馬尼亞兩院—— 參議院和眾議院，以及三個博物館和一個國際會議中心。                                                            |                                                         |
| 固特異飛船機庫              | 美国     | 1929          | 俄亥俄州，阿克倫              | 34,000平方（370,000平方英尺）     | 1,500,000立方（53,000,000立方英尺）     | 固特异公司的飛船庫，曾經是世界上最大的沒有內部支撐的建築。                                                                                          | [ 13 ]                                                  |
| 特易購多納貝特配送中心      | 愛爾蘭   | 2007年        | 芬戈郡，多納貝特              | 80,194平方（863,200平方英尺）     | 1,550,000立方（55,000,000立方英尺）     | 位於都柏林附近的大型乾貨配送中心。於2007年以7000萬歐元開業。                                                                                        | [ 14 ] [ 15 ] [ 16 ] [ 17 ]                             |
| 目標百貨進口倉庫            | 美国     | 2006年        | 喬治亞州，薩凡納              | 187,664平方（2,020,000平方英尺）  | 1,500,000立方（53,000,000立方英尺）     | 專為將進口產品分配至內部目標百貨配送中心而建造。 |                                                         |
| 奧斯塔美國（模組製造廠）    | 美国     |               | 亚拉巴马州，莫比尔            | 68,250平方（734,600平方英尺）     | 1,360,000立方（48,000,000立方英尺）     | 該設施每年能夠建造六艘大型鋁製艦艇，例如美國海軍濒海战斗舰和/或先鋒級遠征快速運輸船。                                                               | [ 18 ]                                                  |
| 比勒费尔德大学（主建築）    | 德国     |               | 北莱茵-威斯特法伦, 比勒费尔德 | 138,500平方（1,491,000平方英尺）  | 1,200,000立方（42,000,000立方英尺）     | 現代主義的大學建築（建於1970年至1976年），旨在將所有學院集結成一個巨大的建築。                                                                      | [ 19 ] [ 20 ]                                           |
| 漢諾威展覽中心（3-9號展廳） | 德国     |               | 下萨克森, 汉诺威              | 114,535平方（1,232,840平方英尺）  | 1,150,000立方（41,000,000立方英尺）     | 全球最大的展覽場地，擁有27個展廳。展廳1-2和10-27位於相鄰的不同建築內。                                                                              |                                                         |
| 國家展覽中心（1-5號展廳）   | 英国     |               | 西米德蘭郡，索利赫爾          | 186,000平方（2,000,000平方英尺）  | 1,140,000立方（40,000,000立方英尺）     | 位於伯明翰東南部的大型展覽中心。第6至20號展廳位於一棟獨立的建築內。                                                                                 | [ 21 ]                                                  |
| 2800極地路                  | 美国     | 2015年        | 华盛顿州，里奇兰              | 46,929平方（505,140平方英尺）     | 1.029 million m3 (36.241 million cu ft) | 由HFF公司量身打造並由勝利無限建築公司（Victory Unlimited Construction）建造全球最大的冷藏倉庫，也是最大的自動化冷凍庫 and largest automated 冰箱.。 | [ 22 ] [ 25 ] [ 23 ] [ 24 ] [ 26 ] [ 27 ] [ 28 ] [ 29 ] |
| 漢格一號                    | 美国     | 1933年        | 加利福尼亞州, 山景城          | 32,375平方（348,480平方英尺）     | 1,000,000立方（35,000,000立方英尺）     | 一座於1933年啟用的海軍飛船機庫，作為剛性飛船“Macon”号ZRS-5的機庫。該機庫長345米（1,132英尺），寬94米（308英尺），最高處60米（200英尺）。            | [ 30 ]                                                  |

## 最大樓面面積
以下是全球最大單體樓面面積超過400,000平方（4,300,000平方英尺）的建築：
| 建築名稱                                   | 國家和地區   | 地點                    | 建築面積                              | 備註 |
| ------------------------------------------ | ------------ | ----------------------- | ------------------------------------- | --- |
| AvtoVAZ主裝配大樓                          | 俄羅斯       | 陶里亚蒂                | 6,000,000平方（65,000,000平方英尺）   | 拉達汽車工廠。此處顯示的建築面積僅為主建築，不包括附屬的小型建築。                                                                  |
| 新螺螄灣國際商貿城                         | 中國         | 昆明市                  | 3,140,000平方（33,800,000平方英尺）   | 新螺螄灣國際商貿城是一座集生產加工、商業貿易、倉儲物流、電子商務、娛樂休閒於一體的大型國際商貿城市 。                               |
| 新世紀環球中心                             | 中國         | 成都市                  | 1,760,000平方（18,900,000平方英尺）   | "內部包括多家酒店、一個滑冰場、一所大學，以及一個擁有5,000平方公尺人工沙灘的水上樂園"                                               |
| 杜拜國際機場3號航站樓                      | 阿联酋       | 杜拜                    | 1,713,000平方（18,440,000平方英尺）   | 三座建築由隧道連接而成。 "該航站樓使用的行李處理系統是全球最大，包括0.62英里長的輸送帶和21個篩選點。"                               |
| 麦加皇家钟塔饭店                           | 沙烏地阿拉伯 | 麥加                    | 1,575,815平方（16,961,930平方英尺）   | "該建築是沙烏地阿拉伯最高且最大的建築，高度為1906英尺，總樓面積達到1690萬平方英尺... " 它是世界第四高的建築，也是第六高的自立結構。 |
| 伊斯坦堡機場主航廈                         | 土耳其       | 伊斯坦堡                | 1,440,000平方（15,500,000平方英尺）   | 全球單一屋頂下最大的機場航廈 |
| 伊朗商城                                   | 伊朗         | 德黑蘭                  | > 1,400,000平方（15,000,000平方英尺） | 世界上最大的購物中心 |
| 法蘭克福機場第一航廈                       | 德国         | 法蘭克福                | > 1,300,000平方（14,000,000平方英尺） | [ 39 ] |
| 尚泰中央世界购物中心                       | 泰國         | 曼谷                    | 1,024,000平方（11,020,000平方英尺）   | [ 來源請求 ] |
| 阿斯梅爾花卉拍賣會                         | 荷蘭         | 阿尔斯梅尔              | 990,000平方（10,700,000平方英尺）     | 世界上最大的花卉拍賣建築 |
| 北京首都國際機場3號航站樓                  | 中國         | 北京市                  | 986,000平方（10,610,000平方英尺）     | 三棟建築由火車連接。 |
| 澳門威尼斯人                               | 澳門         | 澳門                    | 980,000平方（10,500,000平方英尺）     | 世界第二大賭場。 |
| 特斯拉得克萨斯超级工厂                     | 美国         | 奧斯汀                  | 929,000平方（10,000,000平方英尺）     | [ 3 ] |
| 澳門倫敦人                                 | 澳門         | 澳門                    | 890,000平方（9,600,000平方英尺）      | [ 43 ] |
| 阿卜杜勒-阿齐兹国王国际机场1號航站樓       | 沙烏地阿拉伯 | 吉達                    | 810,000平方（8,700,000平方英尺）      | [ 44 ] |
| 泗水世貿中心                               | 印度尼西亞   | 泗水                    | 750,000平方（8,100,000平方英尺）      | [ 45 ] |
| 北京大興國際機場航站樓                     | 中國         | 北京                    | 700,000平方（7,500,000平方英尺）      | [ 46 ] |
| 成功時代廣場                               | 马来西亚     | 吉隆坡                  | 700,000平方（7,500,000平方英尺）      | [ 47 ] |
| 蘇拉特鑽石交易所                           | 印度         | 蘇拉特                  | 660,000平方（7,100,000平方英尺）      | 世界上最大的辦公建築及鑽石交易中心。                                                                                                |
| 珀派貿易中心                               | 土耳其       | 伊斯坦堡                | 660,000平方（7,100,000平方英尺）      | [ 49 ] |
| 雅加達中央公園綜合體                       | 印度尼西亞   | 雅加達                  | 655,000平方（7,050,000平方英尺）      | [ 50 ] |
| 廣州白雲國際機場2號航站樓                  | 中國         | 廣州                    | 658,700平方（7,090,000平方英尺）      | [ 51 ] |
| 克芒村                                     | 印度尼西亞   | 雅加達                  | 650,000平方（7,000,000平方英尺）      | [ 52 ] |
| 甘達利亞城                                 | 印度尼西亞   | 雅加達                  | 650,000平方（7,000,000平方英尺）      | [ 53 ] |
| 帕拉佐賭場酒店                             | 美国         | 天堂                    | 645,581平方（6,948,980平方英尺）      | [ 54 ] |
| 印尼大購物中心                             | 印度尼西亞   | 雅加達                  | 640,000平方（6,900,000平方英尺）      | [ 來源請求 ] |
| 上海浦東國際機場衛星廳                     | 中國         | 上海                    | 622,000平方（6,700,000平方英尺）      | 世界上最大的獨立衛星航站樓 |
| 五角大廈                                   | 美国         | 阿靈頓縣                | 610,000平方（6,600,000平方英尺）      | [ 56 ] [ 57 ] |
| K-25                                       | 美国         | 橡樹嶺                  | 609,000平方（6,560,000平方英尺）      | 於2013年拆除。 |
| 美國空軍第四廠                             | 美国         | 沃斯堡                  | 603,870平方（6,500,000平方英尺）      | [ 59 ] |
| 阿姆斯特丹史基浦機場                       | 荷蘭         | 阿姆斯特丹              | 650,000平方（7,000,000平方英尺）      | [ 60 ] |
| 哈馬德國際機場                             |              | 多哈                    | 600,000平方（6,500,000平方英尺）      | [ 61 ] |
| 洛杉磯國際機場綜合租車設施                 | 美国         | 洛杉磯                  | 585,289平方（6,300,000平方英尺）      | 建設中，預計2024年開放。 |
| 西普特拉世界綜合體                         | 印度尼西亞   | 雅加達                  | 583,000平方（6,280,000平方英尺）      | [ 63 ] |
| 濱海灣金沙                                 | 新加坡       | 新加坡                  | 581,400平方（6,258,000平方英尺）      | [ 64 ] |
| 怡安河内地标大厦                           | 越南         | 河內                    | 580,000平方（6,200,000平方英尺）      | [ 來源請求 ] |
| 香港國際機場一號客運大樓                   | 香港         | 赤鱲角                  | 570,000平方（6,100,000平方英尺）      | [ 65 ] |
| 蘇凡納布機場                               | 泰國         | 北欖府                  | 563,000平方（6,060,000平方英尺）      | [ 66 ] |
| 亞洲貨櫃物流中心B座                        | 香港         | 新界                    | 550,000平方（5,900,000平方英尺）      | [ 67 ] |
| 昆明長水國際機場                           | 中國         | 昆明                    | 548,300平方（5,902,000平方英尺）      | [ 68 ] |
| 巴塞隆納機場一號航廈                       | 西班牙       | 巴塞隆納                | 544,000平方（5,860,000平方英尺）      | [ 69 ] |
| 沃倫·G·馬格努森健康科學中心                | 美国         | 西雅圖                  | 533,000平方（5,740,000平方英尺）      | |
| 重慶江北國際機場第三航廈                   | 中國         | 重慶                    | 530,000平方（5,700,000平方英尺）      | [ 70 ] |
| 大阪車站城                                 | 日本         | 大阪梅田                | 530,000平方（5,700,000平方英尺）      | [ 來源請求 ] |
| 特斯拉工廠                                 | 美国         | 費利蒙                  | 511,000平方（5,500,000平方英尺）      | [ 71 ] |
| 英迪拉·甘地國際機場第三航廈                | 印度         | 德里                    | 502,000平方（5,400,000平方英尺）      | [ 72 ] |
| 暹羅百麗宮                                 | 泰國         | 曼谷                    | 500,000平方（5,400,000平方英尺）      | [ 73 ] [ 自述来源 ] |
| 仁川國際機場第一航廈                       |              | 首爾                    | 496,000平方（5,340,000平方英尺）      | [ 74 ] |
| 克萊斯勒全球總部及技術中心                 | 美国         | 奧本山                  | 490,000平方（5,300,000平方英尺）      | [ 75 ] |
| 法蘭克福機場第二航廈                       | 德国         | 法蘭克福                | 476,000平方（5,120,000平方英尺）      | [ 76 ] |
| 巴拉哈斯机场第四航廈主樓                   | 西班牙       | 马德里                  | 470,000平方（5,100,000平方英尺）      | [ 77 ] |
| 麻布台Hills                                | 日本         | 東京都                  | 461,395平方（4,966,410平方英尺）      | 日本及世界樓面面積最大的摩天大樓，日本最高建築，高度為325.2米（1,067英尺）。                                                        |
| 平安金融中心                               | 中國         | 深圳市                  | 459,187平方（4,942,650平方英尺）      | 世界樓面面積第二大的摩天大樓，中國第二高建築，亞洲第四高建築，世界第四高建築，高度為599.1米（1,966英尺）。                          |
| 深圳寶安國際機場第三航廈                   | 中國         | 深圳市                  | 459,000 m2（4,940,000 sq ft）         | [ 78 ] |
| 特斯拉内华达超级工厂                       | 美国         | 斯托里縣                | 455,000 m2 (4.9 million sq ft)        | 也稱為超級工廠一號 |
| 106交易塔                                  | 马来西亚     | 吉隆坡                  | 453,853平方（4,885,230平方英尺）      | 馬來西亞樓面面積最大的摩天大樓，馬來西亞第三高建築，東南亞第四高建築，世界第三十三高建築，高度為445.5米（1,462英尺）。              |
| 贾特拉帕蒂·希瓦吉·马哈拉杰国际机场第二航廈 | 印度         | 孟买                    | 450,000平方（4,800,000平方英尺）      | [ 80 ] |
| 波斯灣綜合體                               | 伊朗         | 設拉子                  | 444,000平方（4,780,000平方英尺）      | [ 81 ] |
| 成田国际机场                               | 日本         | 成田市                  | 440,000平方（4,700,000平方英尺）      | [ 82 ] |
| 文艺复兴中心                               | 美国         | 底特律                  | 434,000平方（4,670,000平方英尺）      | 五座相連的塔樓 |
| 蘇加諾-哈達國際機場第三航廈                | 印度尼西亞   | 丹格朗                  | 422,804平方（4,551,020平方英尺）      | [ 85 ] |
| 谷中城美佳廣場                             | 马来西亚     | 吉隆坡                  | 420,000平方（4,500,000平方英尺）      | [ 86 ] |
| 韋萊集團大廈                               | 美国         | 芝加哥                  | 418,000平方（4,500,000平方英尺）      | [ 87 ] |
| 联合服务汽车协会麥克德莫特大樓             | 美国         | 圣安东尼奥 (得克萨斯州) | 414,642平方（4,463,170平方英尺）      | [ 88 ] |
| 台北101                                    | 臺灣         | 臺北市                  | 412,500平方（4,440,000平方英尺）      | [ 89 ] |
| 名古屋站                                   | 日本         | 名古屋市                | 410,000平方（4,400,000平方英尺）      | [ 90 ] |